# すみれの花咲くガールズ
『すみれの花咲くガールズ』（すみれのはなさくガールズ）は、朱良観による日本の漫画作品。『ビッグコミックスペリオール』（小学館）にて、2014年12号から2015年8号まで連載。全18話。単行本コミックは全2巻。

## あらすじ
新大橋高校に通う宇佐美真由は演劇部の友人・阪口秋穂と半沢ジョディと共に「男子部員がいないから劇が出来ない」ということを言い訳にして演劇部としての活動はせず、部室で焼肉を食べるなどまったりとぬるま湯のような日々を過ごしていた。
そんなある日、演劇部に男子の入部希望者・梶本辰之進がやって来る。辰之進は高身長の真由に宝塚歌劇団に入ること（宝塚音楽学校への入学）をすすめる。しかし、音楽学校を受験するにはスクールに通ってレッスンをすることになるが、月謝が高額なため真由は躊躇する。そこで辰之進は自身がかつて通っていたバレエ教室の恩師・海野咲に真由のレッスンを依頼しようとするが、スクールは居酒屋に変わっていた。

## 登場人物
宇佐美真由
新大橋高校1年生。演劇部に在籍していたが、「男子部員がいないので劇が出来ない」と言い訳して友人の秋穂やジョディと部室で「まったり」した日々を過ごしていたが、辰之進との出会いにより宝塚を目指すようになる。
実家は相撲部屋「宇佐ノ山部屋」で、父は元力士で相撲部屋の親方。母は真由が5歳の時に交通事故死してしまい、その悲しさを紛らわすために女子でありながら相撲を始めて「わんぱく相撲」で優勝するが、小学5年生の時の試合の際に初潮が来て廻しに血が染み出してしまったことがトラウマとなり、相撲を辞めたという過去がある。
梶本辰之進
新大橋高校1年生。当初は真由たちが所属する演劇部に入部してきた。男子でありながらタカラジェンヌを目指して、中学3年の時に女装して宝塚音楽学校を受験しようとして受験会場からつまみ出されるという騒動を起こした過去がある。
海乃咲
元タカラジェンヌ。本名は石川咲。33歳。実家は「石川バレエ教室」を経営しており、退団後に同教室で講師として辰之進や桃花を指導していたが、辰之進が女装して宝塚音楽学校を受験しようとして騒動を起こしたことからバレエ教室に悪い噂が広まり、教室運営が出来なくなったことから酒に溺れ自堕落な生活を送っていたが、辰之進が真由の指導を依頼したことによって再びバレエ教室（教室名は「海乃咲バレエスタジオ」)を始める。また、真由たちが所属する演劇部（後に「ヅカ部」に改名）の顧問にも就任。
大嶋桃花
咲の元教え子。高校3年生。高校2年生の時に辰之進と共に宝塚音楽学校を受験したが、辰之進が女装して受験したことがバレて試験会場が騒ぎになった影響で受験に失敗し、その後は親の勧めで大学受験を目指して勉強していたが、咲の教室が復活していたことを知って、教室の様子を見に来た際に辰之進たちと再会する。
阪口秋穂
真由の友人。食いしん坊で太めな体型。作中ではジョディと共に辰之進や咲の行動に対して冷静なツッコミを入れるポジションでもある。
半沢ジョディ
真由の友人。アメリカ人と日本人のハーフ。